# Quinconce

Quinconce

Il quinconce è la disposizione di cinque unità nel modo in cui è tipicamente raffigurato il numero cinque sulla faccia di un dado o su una carta da gioco. Il nome deriva dal Quincunx della monetazione romana.

## Definizione
È riconoscibile come quinconce l'insieme di cinque oggetti di cui quattro siano disposti sui vertici di un immaginario quadrato e il quinto si trovi al centro di questo. Si può definire altresì quinconce anche l'analoga figura costruita sopra un rettangolo anziché sopra un quadrato.

## Significato
Il significato della figura è riferibile al misticismo matematico dei Pitagorici. Questa disposizione, infatti, costituisce il centro del tetraktys, la piramide formata da dieci punti. Per la scuola pitagorica il numero cinque, chiamato Pentade, rappresenta vita e potere.

## Utilizzo
- Quinconce è un altro nome della cosiddetta macchina di Galton, un dispositivo per lo studio della distribuzione binomiale basato sulla disposizione quinconciale.
- Il quinconce è utilizzato nella moderna grafica computerizzata come disposizione anti-aliasing.[1]
- In astrologia (e meno frequentemente in astronomia), il quinconce è un aspetto equivalente a un angolo di 150° tra due oggetti celesti.
- In architettura, un "piano quinconciale" è definito come una croce inscritta in un quadrato. L'edificio costruito su tale base è composto da nove campate di cui le cinque centrali coperte da una cupola o da una volta a crociera e le quattro esterne sormontate da volte a botte.
- È inoltre una figura geometrica, di origine bizantina, tipica dei mosaici cosmateschi[2].

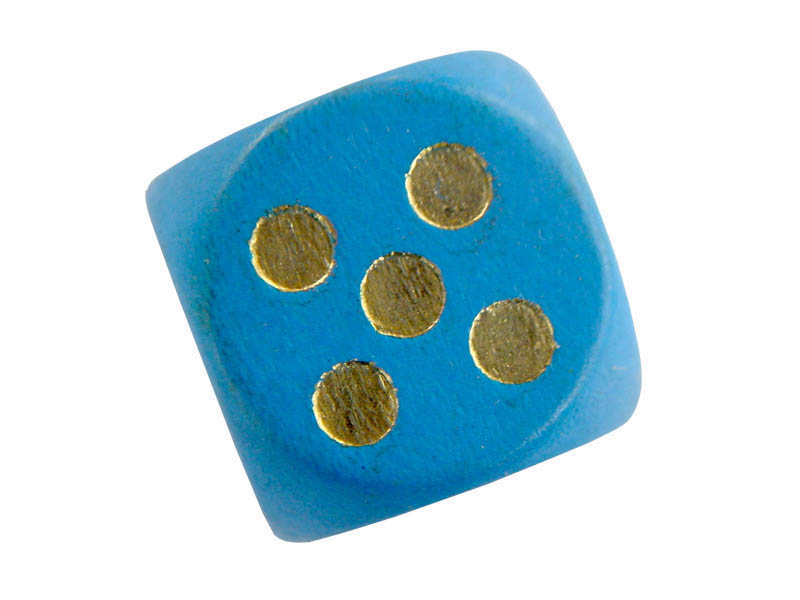
I punti sulla quinta faccia di un dado a sei facce formano un quinconce.
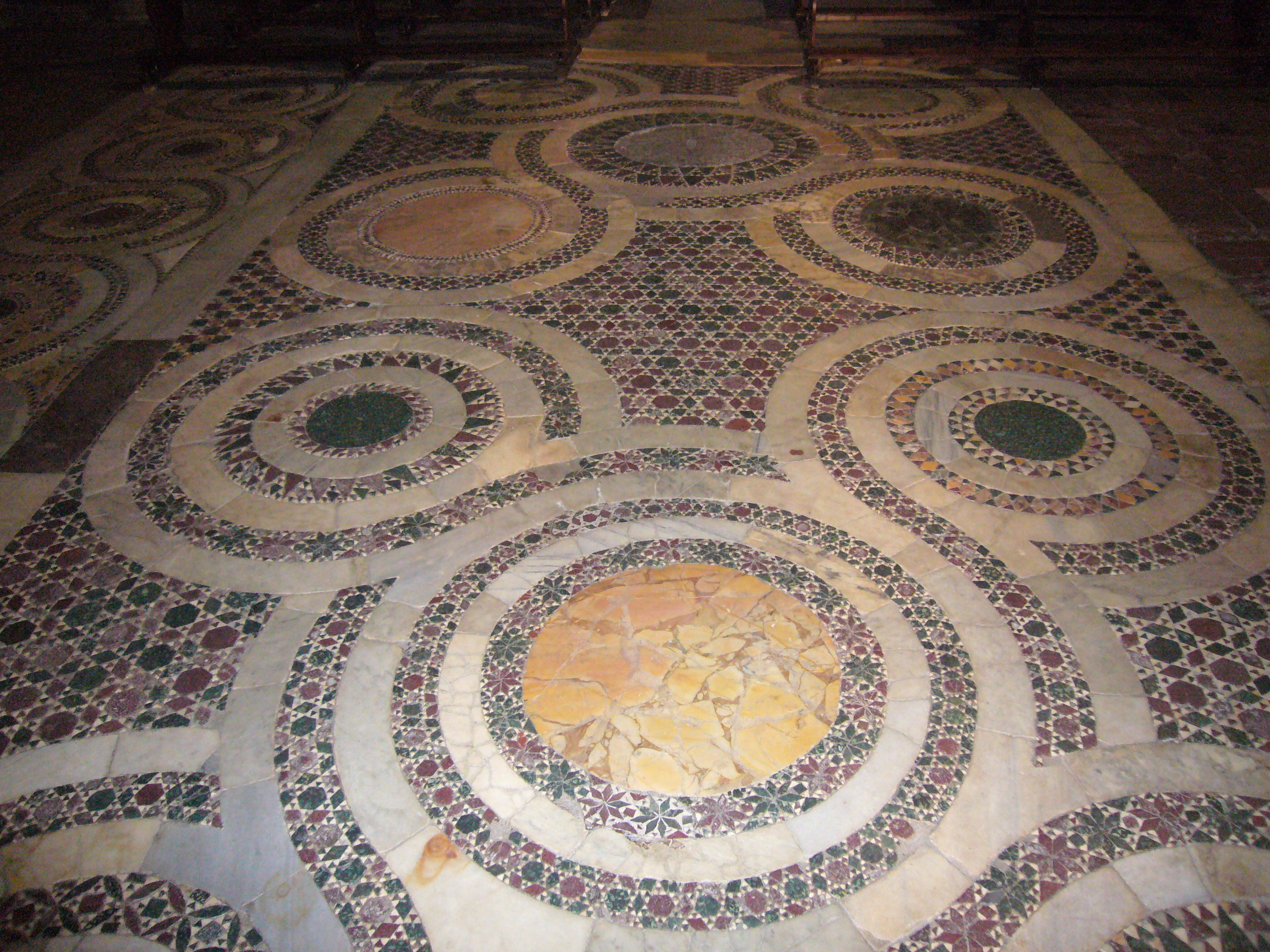
Quinconce nel pavimento cosmatesco della chiesa di San Benedetto in Piscinula (Roma).
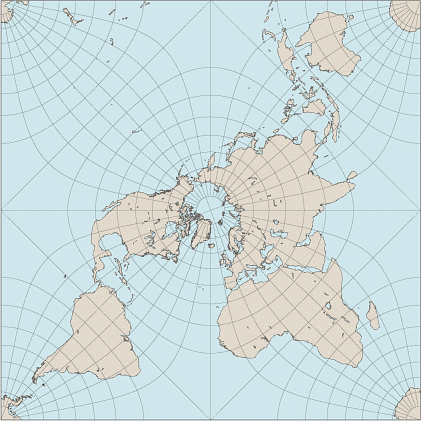
Una "mappa quinconciale" è una proiezione che raffigura i due poli del geoide l'uno ai vertici e l'altro al centro di un quadrato.
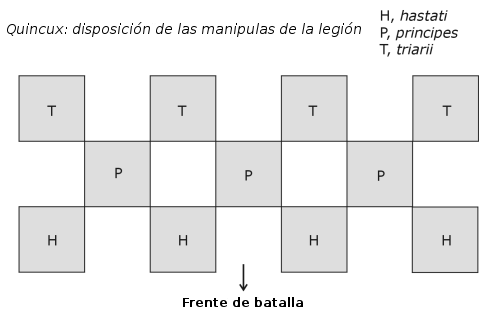
La "formazione a quinconce" era una tattica di battaglia delle legioni romane
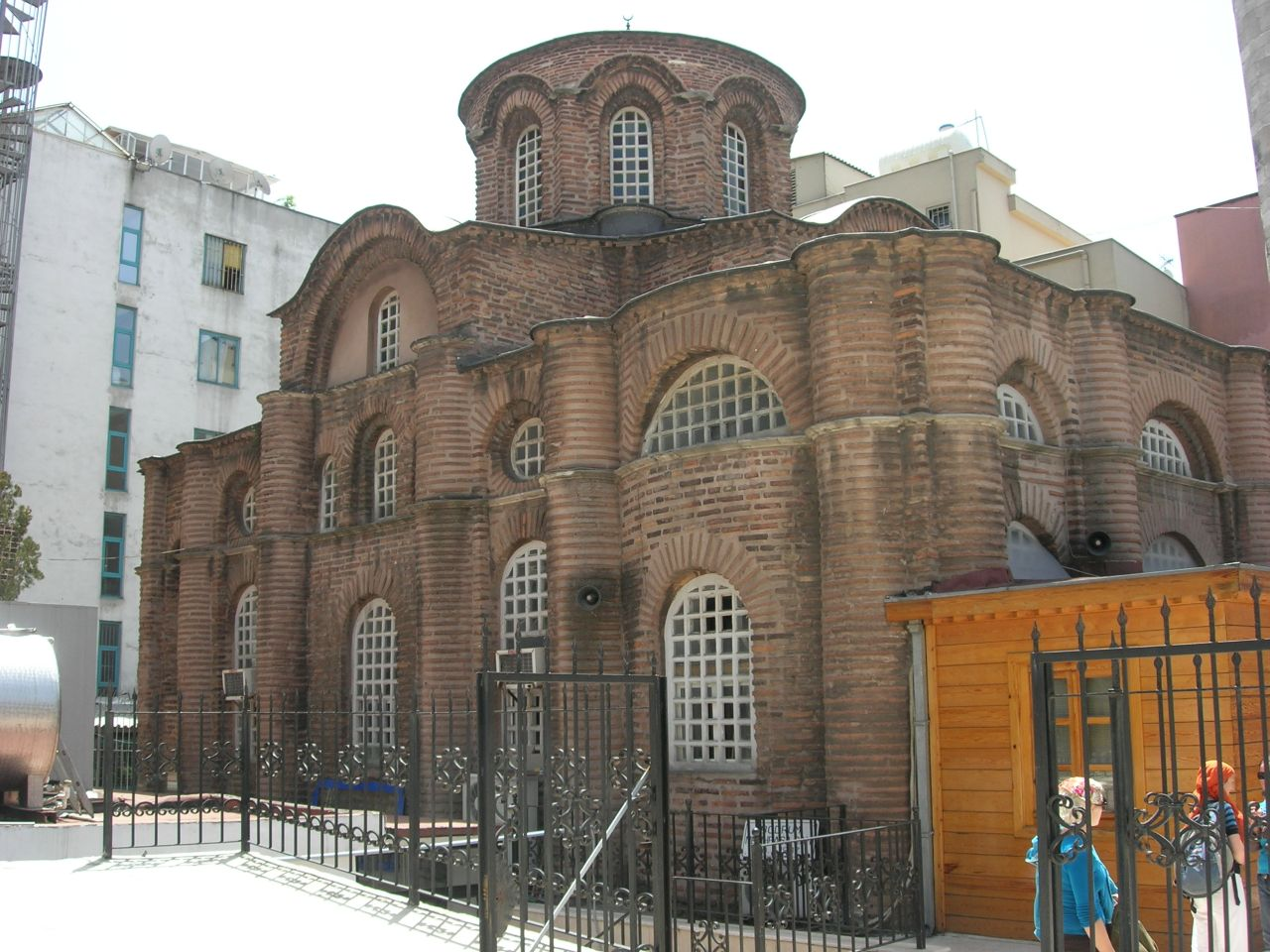
La Moschea di Bodrum ad Istanbul è un tipico esempio di costruzione basata su un "piano quinconciale".
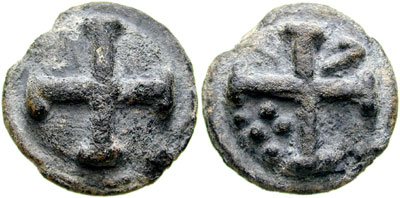
Il quinconce prende il nome dal Quincunx, una moneta di epoca romana del valore di 5/12 dell'Asse.
Le pedine della dama sono disposte in "successione quinconciale" sulla scacchiera.
Le stelle della bandiera degli Stati Uniti d'America a partire dal 1960 sono raffigurate in successione quinconciale.
La bandiera delle Isole Salomone raffigura 5 stelle disposte a quinconce.